# Diocese de Caxias do Maranhão
A Diocese de Caxias do Maranhão (Dioecesis Caxiensis in Maragnano), é uma circunscrição eclesiástica da Igreja Católica Apostólica Romana no Brasil, criada no dia 22 de julho de 1939. É administrada por seu quinto bispo, Sebastião Lima Duarte.

## Bispos
Ao longo de sua história, a diocese teve cinco bispos:
|        | Nome                                | Período    | Notas                       |
| Bispos | Bispos                              | Bispos     | Bispos                      |
| ------ | ----------------------------------- | ---------- | --------------------------- |
| 5º     | Sebastião Lima Duarte               | 2017-atual |                             |
| 4º     | Vilson Basso, S.C.J.                | 2010-2017  | Nomeado Bispo de Imperatriz |
| 3º     | Luís d’Andrea, O.F.M.Conv.          | 1987-2010  |                             |
| 2º     | Jorge Tobias de Freitas             | 1981-1986  | Nomeado Bispo de Nazaré     |
| 1º     | Luís Gonzaga da Cunha Marelim, C.M. | 1941-1981  |                             |